# Västra Karup-Hovs församling
Västra Karup-Hovs församling är en församling i Bjäre-Kulla kontrakt i Lunds stift och Båstads kommun. Församlingen ingår i Västra Bjäre pastorat.

## Administrativ historik
Församlingen bildades den 1 januari 2010 genom sammanslagning av Västra Karups församling och Hovs församling och ingår sedan dess i Västra Bjäre pastorat som även omfattar Torekovs församling.

## Organister och klockare
| Verksam   | Namn             | Levnadstid | Övrigt    |
| --------- | ---------------- | ---------- | --------- |
| 1760-1790 | Jacob Hedenström |            | Organist. |

## Kyrkor

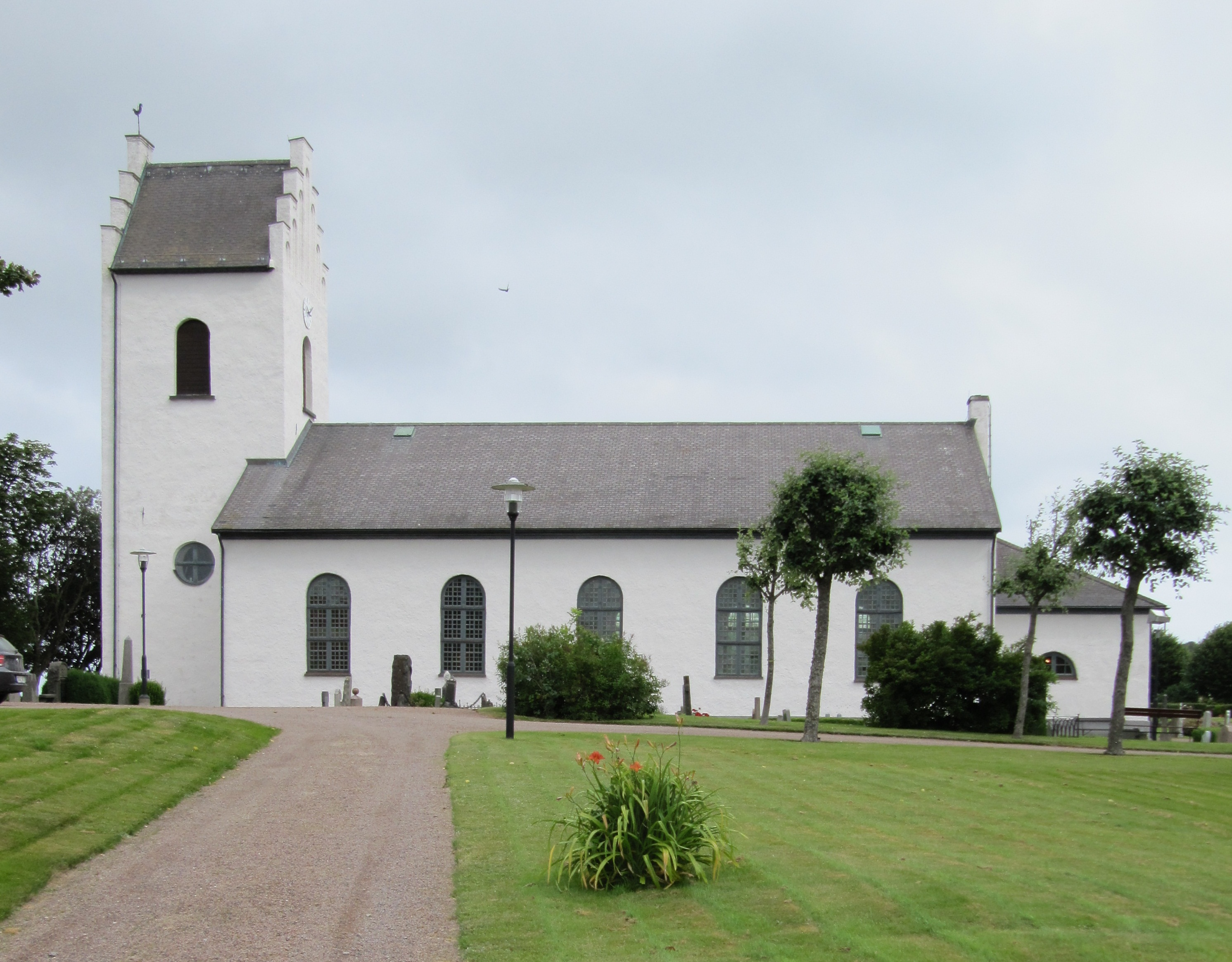
Hovs kyrka
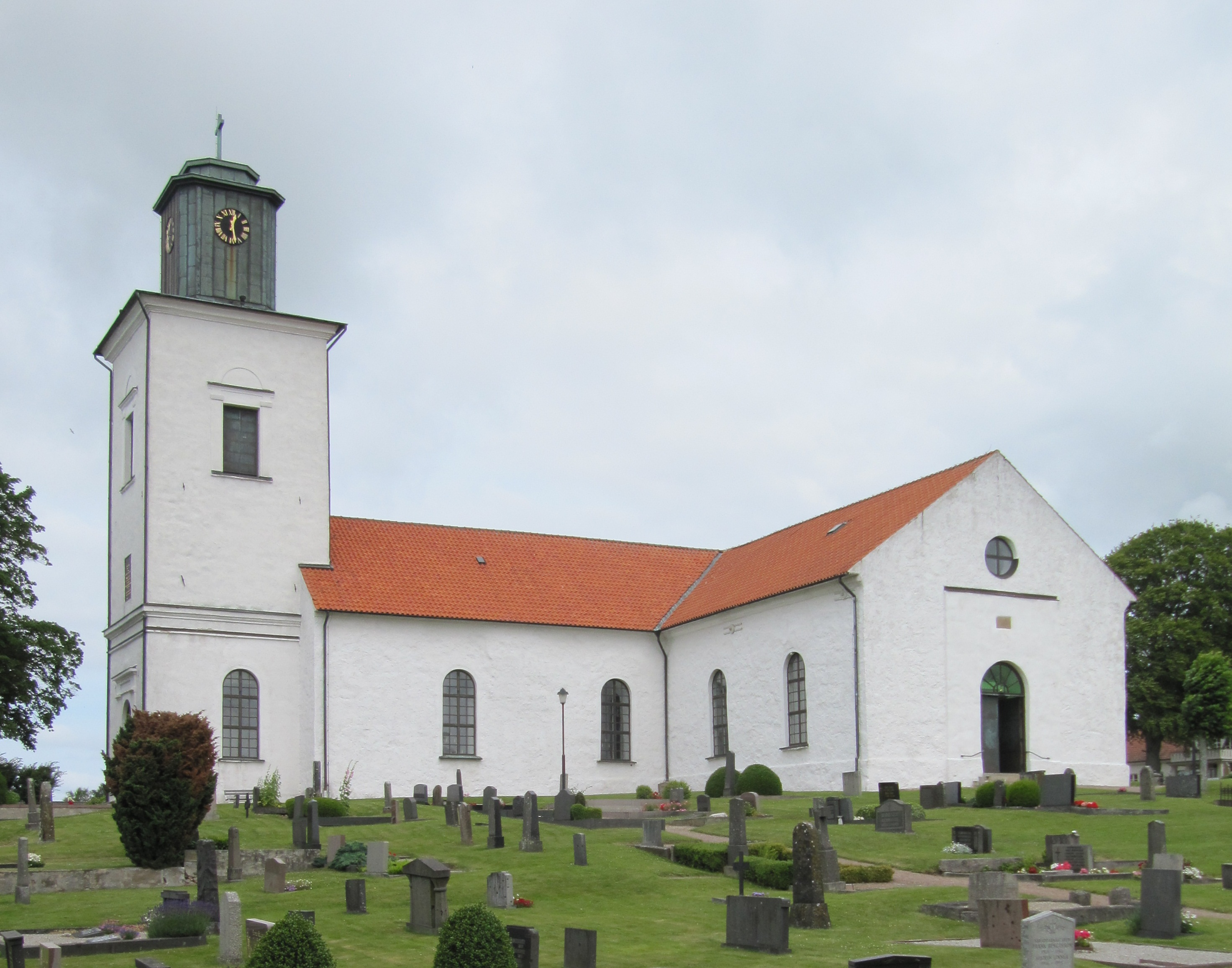
Västra Karups kyrka

## Kända personer begravda i församlingen
- Birgit Nilsson, hovsångerska (1918-2005)